# John Faithfull Fleet
John Faithfull Fleet (1847 – 21 febbraio 1917) è stato un funzionario inglese presso l'Indian Civil Service.
Divenne noto come storico, epigrafista e linguista. La sua ricerca lo condusse in India per più di un trentennio alla pubblicazione di diversi libri tra cui : "Pali, Sanscrito e Iscrizioni Kanarese antico", "Le dinastie dei Distretti Kanarese della Presidenza Bombay fin dai primi tempi storici a la conquista Mussulmana", e "Le iscrizioni dei primi re Gupta e dei loro successori ". Scrisse numerosi articoli per diverse riviste e quotidiani con articoli che comprendono l'intero periodo della storia indiana. Le sue pubblicazioni coprono diversi ambiti, prima di tutto linguistici : nel Sanscrito, nel Pali e in Kannada e sulla storia delle dinastie, come i Gupta, gli Kadambas, gli Aulikaras, i Chalukyas, i Rashtrakutas e Seunas

## Primi anni
John Fleet nacque nel 1847 da John George Fleet, un commerciante all'ingrosso di zucchero di Londra e Esther Faithfull di Headley, Surrey, in Inghilterra. Studiò presso la  Merchant Taylors' School di Londra. Aveva cinque fratelli e due sorelle : il vice-ammiraglio Herbert Cecil Fleet nato nel 1851, Rutland Barrington (1853-1922) due cantanti d'opera, e l'attore Duncan Flotta, nato nel 1860. La zia Emily Faithfull fu un attivista e lettrice di opere drammatiche.

## Carriera e interessi
John Fleet venne nominato nel 1865 membro dell'Indian Civil Service, e per prepararsi a questo studiò il sanscrito presso l'University College of London. Nel 1867, si trasferì a Bombay, ricoprendo presto diverse cariche: Assistant Collector, magistrato, ispettore educativo nella Divisione Sud (1872), Agent Assistant per la politica nel Kolhapur e nel Sud Maratha (1875), e infine ancora magistrato (1882).. Nel frattempo, continuò i suoi studi nel sanscrito e delle abbondanti epigrafi sulle pietra e su lastra di rame presenti nella provincia amministrativa di Bombay. Iniziò a pubblicare articoli sulle iscrizioni verso la metà del 1860. I suoi studi lo portarono presto a studiare un'altra lingua, il kannada, sia nelle sue forme antiche che moderne.

## Eminenza
John Fleet si costruì una solida reputazione grazie a validi articoli di epigrafia e storia del Sud dell'India in sedi come la Società Asiatica di Mumbai, o presso l'Indian Antiquary, fondato nel 1872. Pubblicò nel 1878, per la "India Office", alcune sue opere sulla rivista "Iscrizioni in Kanarese, Pali, e antico Sanscrito". Divenne, nel 1883, il primo epigrafista del governo indiano. Dopo tre anni come epigrafista, nel 1886, venne nominato Collezionista e Magistrato di Sholapur.
Una delle sue più grandi opere fu la storia del fino ad allora inesplorato periodo storico Gupta : "Le epigrafi dei primi re Gupta e dei loro successori" (1889), contribuendo alla formazione del terzo volume del Corpus Inscriptionarum Indicum, un ben considerato esempio della sua erudizione. Nel frattempo, la sua carriera di servizio civile progrediva. Venne nominato nel 1889 collezionista senior, Commissario delle divisioni del Sud nel 1891, e nel 1892 anche delle divisioni. Nel 1893 fu nominato Direttore Generale delle dogane.
Nel 1895, venne pubblicato il meglio delle sue opere : "Le dinastie dei Distretti Kanarese della provincia di Bombay fin dai primi tempi storici alla conquista Mussulmana", nella Gazzetta della provincia di Bombay. Fu fatta una sintesi di tutti i dati raccolti nel corso degli anni attraverso fonti epigrafiche e storiche nelle sue aree di interesse. Compì una serie di studi su una serie di dinastie : dinastia Kadamba s, Ganga, Lata, Chalukya, Rashtrakuta e Seuna. Il lavoro ha costituito la base per ulteriori studi sul periodo storico vissuto da queste dinastie.

### Vecchiaia e decesso
Si ritirò dalla ICS nel 1897 e tornò in Inghilterra per stabilirsi nella città di Ealing. Finalmente era in grado di dedicarsi a tempo pieno ai suoi studi epigrafici proseguendo nel suo prezioso contributo alla "Royal Asiatic Society di Gran Bretagna e Irlanda del Nord" e all' "Epigraphia Indica". Nel 1906, divenne Segretario Onorario della Società e nel 1912 ottenne la "medaglia d'oro". Prima della sua morte nel 1917, all'età di 69 anni, ha pubblicato le "Ballads of Pedantry".

## Borse
- Segretario della Royal Asiatic Society di Gran Bretagna e Irlanda del Nord.
- Membro della Filiale di Bombay e della Royal Society asiatica.
- Membro della Società Asiatica del Bengala.
- Membro Corrispondente della Royal Society of Science, Göttingen.
- Membro della University of Bombay.[8]